# Ackworth (Iowa)
Ackworth – miasto w Stanach Zjednoczonych, w stanie Iowa, w hrabstwie Warren. W 2000 liczyło 85 mieszkańców.